# Abdullah Gül
Abdullah Gül (sinh ngày 29 tháng 10 năm 1950) là Tổng thống Cộng hòa Thổ Nhĩ Kỳ nhiệm kỳ thứ 11. Việc thủ tướng Recep Tayyip Erdogan lựa chọn Gül làm ứng cử viên tổng thống đã gây ra sự phản đối cao và mạnh mẽ từ những người ủng hộ dữ dội chủ nghĩa thế tục ở Thổ Nhĩ Kỳ.
Vào tháng 5 năm 2007, nỗ lực của Gül để giành được ghế tổng thống đã bị Tòa án hiến pháp phong tỏa trong một hoàn cảnh lo ngại liên quan đến quan điểm mà Gül  đã biểu lộ trong thời gian ông ở Đảng Phúc lợi, và sự thật là vợ ông mặc một hijab, một khăn trùm đầu mà nhiều người cho là một biểu tượng của Hồi giáo chính trị. Tuy nhiên, theo sau cuộc bầu cử quốc hội trong tháng 7 cùng năm, cũng giống như trong cuộc bầu cử 2002, thắng lợi đã thuộc về AKP, cuối cùng ông đã được bầu làm tổng thống thứ 11 của Thổ Nhĩ Kỳ vào ngày 28 tháng 8 năm 2007.

## Tiểu sử
Được sinh ra ở Kayseri trong gia đình bố là Ahmet Hamdi, một người thợ cơ khí, và mẹ là Adeviye, Gül được nuôi dưỡng trong một không khí gia đình bảo thủ. Gia đình ông đã phục vụ ở Güllük Camii tại Kayseri trong vòng một trăm năm.

## Học vấn
Gül đã theo học ngành kinh tế học tại Đại học Istanbul và sau đó học 2 năm ở Luân Đôn và Exter. Giữa thời gian 1983 và 1991, ông làm việc tại Ngân hàng Phát triển Hồi giáo (Islamic Development Bank (IDB). Năm 1991, Gül trở thành một giảng viên về quản lý quốc tế.